# SVP Worldwide
SVP Worldwide est l'une des plus importantes entreprises mondiales de fabrication de machines à coudre. Elle est née de la fusion, en 2006, de VSM Group, propriétaire des marques de machines à coudre Husqvarna Viking et Pfaff, et de Singer, par le fonds d'investissement Kohlberg Kravis Roberts & Co..
Elle est propriétaire de trois grandes marques de machines à coudre :
- Singer ;
- Pfaff ;
- Husqvarna Viking.

Son siège social est à Hamilton aux Bermudes[réf. nécessaire]. Le nom SVP identifiant les trois marques de la fusion (Singer, VSM, Pfaff) 
En 2018, le fonds d'investissement Ares Management rachète SVP Worldwide au fonds d'investissement BlackRock et Kohlberg Kravis Roberts & Co..

## Sites de production

### Sites actuels
- Indaiatuba (Brésil) : fabrication d'aiguilles
- Shanghai (Chine) : fabrication de machines à coudre

### Anciens sites
- Juazeiro do Norte (Brésil) : fabrication de machines à coudre, fermé en 2019. La production a été transférée en Chine[3].
- Huskvarna (Suède) : usine VSM Group de fabrication de machines à coudre, fermée en 2010[4]. La production a été transférée en Chine, le site de R&D reste en activité[5].